# Mylochromis chekopae
Mylochromis chekopae är en fiskart som beskrevs av Turner och Howarth 2001. Mylochromis chekopae ingår i släktet Mylochromis och familjen Cichlidae. Inga underarter finns listade i Catalogue of Life.